# Aelurillus kopetdaghi
Aelurillus kopetdaghi là một loài nhện trong họ Salticidae.
Loài này thuộc chi Aelurillus. Aelurillus kopetdaghi được Wanda Wesołowska miêu tả năm 1996.